# Herminiimonas glaciei
Herminiimonas glaciei es una bacteria gramnegativa del género Herminiimonas. Fue descrita en el año 2009. Su etimología hace referencia a glaciar. Es aerobia y móvil por varios flagelos polares y/o laterales. Tiene un tamaño de 0,3-0,4 μm de ancho por 0,5-0,9 μm de largo. Forma colonias circulares, convexas, lisas, de color desde blanco a bronceado y con márgenes enteros en agar TSA y R2A tras 3-4 días de incubación. Temperatura de crecimiento entre 1-35 °C, óptima de 30 °C. Es resistente a  los antinibióticos: ampicilina, bacitracina, cloranfenicol, ciprofloxacino, penicilina, ácido nalidíxico, rifampicina, estreptomicina y vancomicina. Tiene un contenido de G+C de 59%. Sensible a gentamicina, neomicina y tetraciclina. Se ha aislado en un glaciar en Groenlandia.

## El hallazgo
Se localizó a unos tres kilómetros de profundidad en un glaciar en Groenlandia, en condiciones extremadamente duras para cualquier ser vivo, siendo descubierta y "resucitada" por biólogos de la Universidad Estatal de Pennsylvania, luego de permanecer sepultada por más de 120.000 años aproximadamente.  En un primer momento, se determinó que no estaba muerta pero tampoco totalmente activa, procediendo los investigadores a despertar al microbio de su estado "catatónico", teniéndolo durante más de medio año a una temperatura de 2 °C y luego otros cuatro meses y medio a 5 °C.  El resultado del proceso fue que comenzó a reproducirse y formar colonias de color marrón-violáceo bajo el microscopio del laboratorio, sometiéndola posteriormente a mayores temperaturas, - a unos 18 °C aproximadamente - mantuvo su nivel de actividad.

## Forma de vida
Por las investigaciones realizadas se estimó que por su microscópica dimensión le permite vivir en vetas de hielo donde hurga hasta hallar el escaso alimento existente.

## Importancia del descubrimiento
Se  especula que con este descubrimiento, puede existir la posibilidad de que microbios similares puedan haberse desarrollado en el hielo de otros planetas o lunas, particularmente en los polos de Marte o en el océano congelado de Europa, uno de los satélites naturales de Júpiter.